# Hōgen-ji

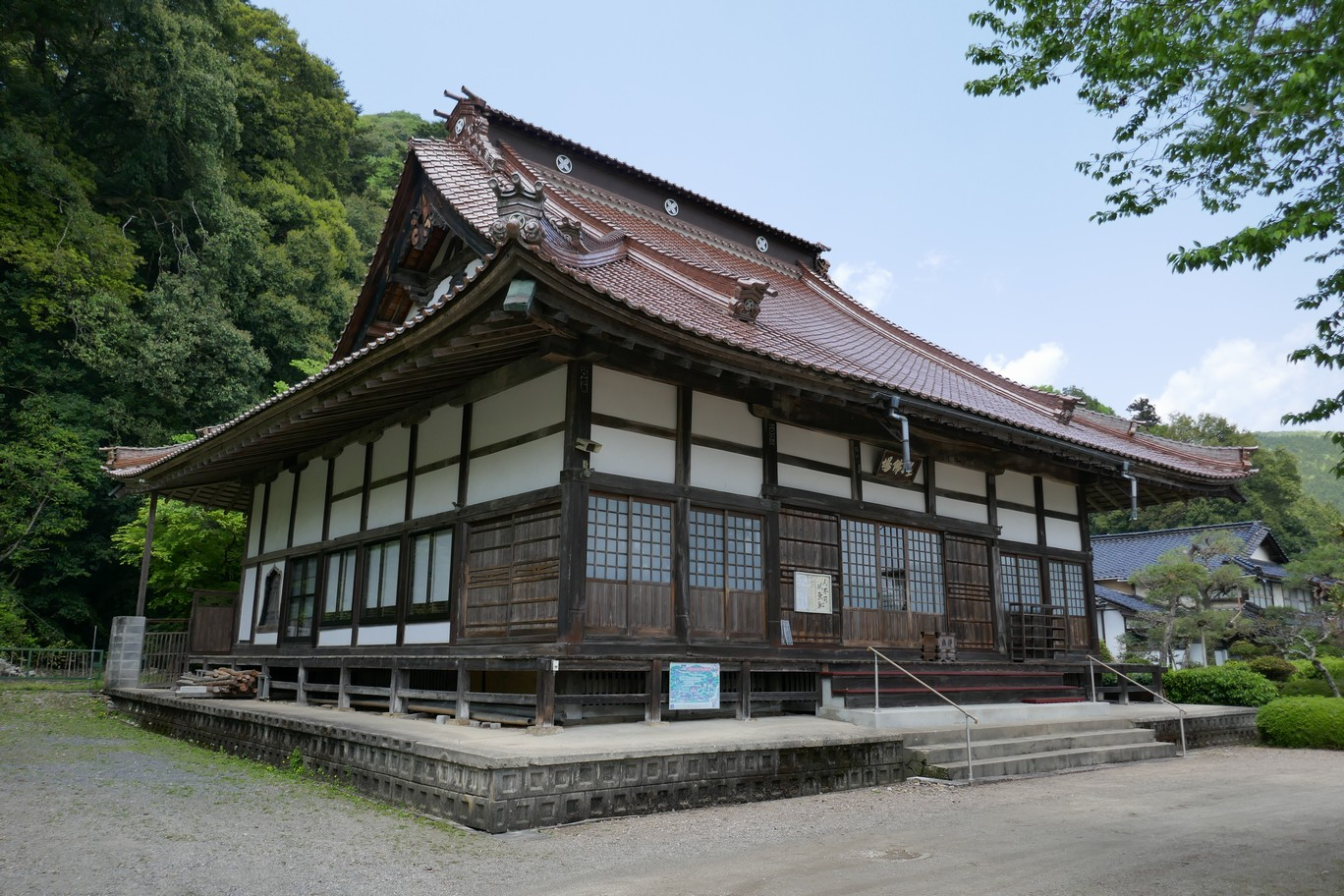
Der Hōgen-ji

Der Hōgen-ji (japanisch 鳳源寺) am Nordrand der Stadt Miyoshi (Präfektur Hiroshima) ist ein Tempel des Myoshinji-Zweiges der Rinzai-Richtung des Buddhismus. Das Hauptgegenstand der Verehrung ist Yakushi Nyorai.

## Übersicht
Der Hōgen-ji ist der Familientempel des Asano-Klans. Er wurde 1633 von Asano Nagaharu (浅野 長治; 1614–1675), dem ersten Herrn der Miyoshi-Domäne, erbaut, und zwar unterhalb des Südhanges des Berges Hikuma (比熊山). Auf dem Tempelgelände befinden sich die Gräber der Asano-Familie und die ihrer höheren Samurai, insgesamt etwa 300 Gräber.
Auf dem Gelände befindet sich ein Kirschbaum, der von dem Anführer der 47 Samurai, von Ōishi Yoshio gepflanzt worden sein soll. Die Porträts der 47 Samurai werden in dem Tempelgebäude Gishidō (義士堂) aufbewahrt. Die Gedenktafel vor der Haupthalle des Hōgen-ji soll von Asano Nagaharu handgeschrieben worden sein.
Hinter der Haupthalle des Tempels gibt es den Tsukiyama-Park (築山公園), der mit Bedacht zurückhaltend angelegt ist und der daher auch „Gukyokusen“ (愚極泉) genannt wird und einer der bekanntesten in der Provinz Bingo ist.
Asanos Tochter, Prinzessin Akuri (阿久利姫) (1674–1714) zog sich aus der Welt zurück, schnitt sich das Haar ab, das in der Pagode des Tempels aufbewahrt wird, und nannte sich Jōzenin (瑤泉院).